# Сирия Секунда
Сирия Секунда, Сирия II, Сирия Салютарис, Вторая Сирия (лат. Syria Salutaris) — провинция Поздней Римской империи и Византии. Возникла после 415 года и входила в состав диоцеза Восток до завоевания арабами в 630-х годах.

## История
Сирия, наряду с Финикией, Идумеей и неизвестной территорией, включавшей в свой состав Палестину, являлась одной из сатрапий региона Келесирия в годы правления царя Антиоха III. При Римской империи земли Келесирии за рекой Ефрат вошли в состав провинции Евфратисия.
После 415 года провинция Келесирия была разделена на Сирию I (Сирия Прима) с прежней столицей в Антиохии и Сирию II (Сирия Секунда или Сирия Салютарис) со столицей в Апамее на Оронте. Сирия Прима граничила с Сирией I (север), Евфратисией (восток), Финикией (юго-запад) и Финикией Ливанской (юг). В 528 году император Юстиниан I сформировал из части территории обеих Сирий провинцию Феодориада.
С 609 по 628 год провинция удерживалась персами, позже была отвоёвана императором Ираклием I и окончательно утрачена в ходе арабского завоевания после битв при Ярмуке и падения Антиохии. Сирия Прима, как и большая часть диоцеза Восток, вошла в состав арабской провинции Биляд аш-Шам.